# Elachisoma aterrima
Elachisoma aterrima är en tvåvingeart som först beskrevs av Alexander Henry Haliday 1833.  Elachisoma aterrima ingår i släktet Elachisoma och familjen hoppflugor. Inga underarter finns listade i Catalogue of Life.